# المنزل ذو الجملونات السبعة
المنزل ذو الجملونات السبعة (بالإنجليزية: The House of the Seven Gables)‏ هي رواية للكاتب الأمريكي ناثانيال هوثورن عام 1851
وهي رواية رمزية حيث (المنزل المتداعي)يرمز إلى عائلة في مدينة سالم ويشير إلى البناء نفسه في ذات الوقت وموضوع الرواية يدور حول لعنة موروثة. والتخلص منها بواسطة الحب.

## أعمال مقتبسة
تُرجم لعدة لغات وكان ملهما لفيلمين وأربع حلقات من أربع مسلسلات مختلفة.
عُدلت الرواية إلى إنتاج تلفزيوني مدته 60 دقيقة في عام 1960 «قصص شيرلي تمبل» مع شيرلي تمبل في دور فيبي، وروبرت كولب في دور هولجريف، وأغنيس مورهيد في دور هيبزيبا، ومارتن لانداو في دور كليفورد.
عرضت أوبرا مستوحاة من الرواية بقلم سكوت إيرلي في عام 2000 في مدرسة مانهاتن للموسيقى.

## وصلات خارجية
- المنزل ذو الجملونات السبعة على موقع الموسوعة البريطانية (الإنجليزية)